# Owoo

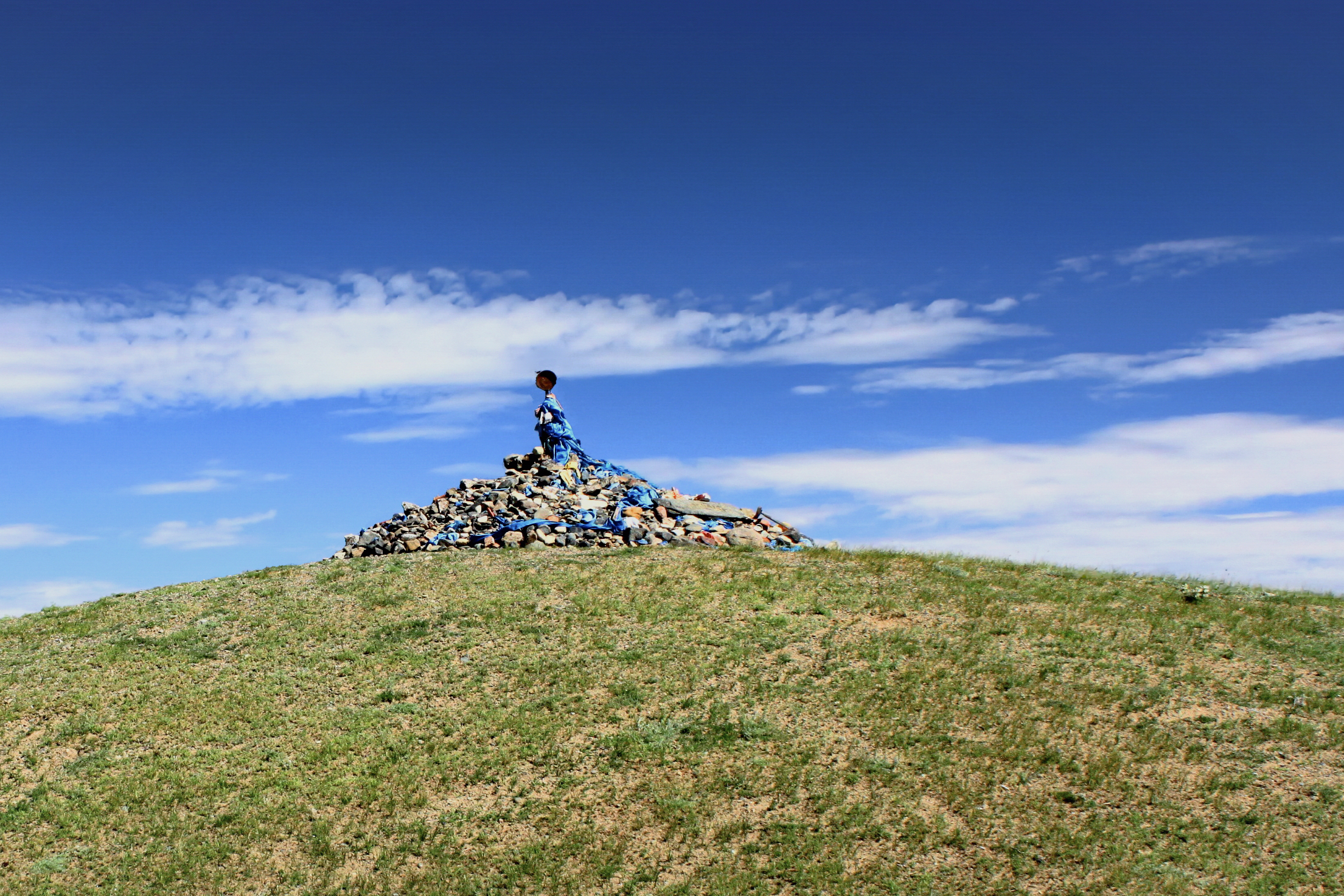
Owoo

Owoo (oboo, obo) – miejsce kultu religijnego, w postaci stosu luźno położonych kamieni i darów, występujące na terenach zamieszkałych przez Mongołów i ludów pokrewnych (np. Buriatów, Tuwińców).
Owoo umiejscawiane są w miejscach szczególnych pod względem kulturalnym, historycznym lub religijnym. Według wierzeń przechodzień jest zobowiązany umieścić jakąś ofiarę dla miejscowych duchów. Powinna to być rzecz wartościowa. Takie ofiary często zastępowane są przedmiotami symbolizującymi coś cennego. Mogły to być przedmioty codziennego użytku lub włosy podróżnego. Na wzniesieniu kamiennym można więc zobaczyć stare naczynia kuchenne, opony samochodowe lub kości zwierząt. Przechodzień dokłada też do wzniesienia swój kamień.